# 哈洛德伯德山脈
85°26′S 146°30′W / 85.433°S 146.500°W
哈洛德伯德山脈（英語：Harold Byrd Mountains）是南極洲的山脈，位於瑪麗伯德地，處於萊弗里特冰川下游和羅斯冰架之間，該山脈在1929年12月由美國探險隊發現，現時受南極條約體系管理。